# Дечја истраживачка болница Сент Џуд
Дечја истраживачка болница Сејнт Џуд је педијатријска установа за лечење и истраживање најтежих дечијих  болести, нарочито леукемије и других врста рака. Трошкови болнице су више од 2 милиона долара дневно, а пацијенти не сносе трошкове лечења. Налази се у Мемфису (Тенеси), у Сједињеним Америчким Државама и непрофитна је медицинска корпорација која је ослобођена плаћања пореза.
Болницу Сејнт Џуд основао је глумац и певач Дени Томас (1912-1991). Болница је отворена 4. фебруара 1962. године.
Иако је име добила по Јуди Тадеју, свецу заштитнику Денија Томаса, Сејнт Џуд није католичка болница и секуларна је установа која није повезана ни са једном верском организацијом.

## Финансирање установе
Финансирањем болнице бави се одвојена организација ALSAC (American Lebanese Syrian Associated Charities). Организација ALSAC је основана 1957. године, када је почела са активностима прикупљања средстава за отварање болнице. Годишње, кроз више од 30.000 активности у које се укључују појединци, установе, компаније, ова организација сакупи више од милијарду долара и тиме покрива у просеку око 75% трошкова рада Сејнт Џуд истраживачке бонице. Финансирање болнице долази и из других извора, укључујући државне донације и повраћај новца од осигурања.

## Истраживачки рад
Открића у Сејнт Џуду су дубоко променила начин на који лекари лече децу оболелу од рака и других смртоносних болести. Откако је болница основана, стопа преживљавања за акутну лимфоцитну леукемију, најчешћи тип дечијег рака, повећала се са 4 процента 1962. на 94 процента данас. За то време, укупна стопа преживљавања рака дечијег узраста порасла је са 20 на 80 процената. У Сејнт Џуду се лече деца из читавих Сједињених Држава и из више од 70 земаља света. Лекари широм света саветују се са лекарима из болнице Сејнт Џуд о најтежим случајевима. Ова болница има међународни програм за побољшање стопе преживљавања деце оболеле од најтежих болести широм света, путем преноса знања, технологије и организационих вештина.

## Бесплатно лечење примљених пацијената
Сви пацијенти који су примљени на лечење у болницу Сејнт Џуд лече се без обзира на платежну способност породице. То је једна од ретких педијатријских истраживачких организација у Сједињеним Државама где породице никада не плаћају лечење које није покривено осигурањем. Исто тако, породице без осигурања не плаћају лечење. Поред пружања медицинских услуга пацијентима који испуњавају услове, Сејнт Џуд болница помаже при превозу, смештају и исхрани.

## Признања
Болница Сејнт Џуд и запослени у болници, носиоци су многобројних признања и награда. За најбољу дечју болницу за лечење рака у Сједињеним Америчким Државама, Сејнт Џуд је проглашен 2010. године од стране U.S. News & World Report који рангира болнице на основу обимне анализе у којој се процењује сигурност пацијената, превенција инфекција, рад особља и друго. Магазин The Scientist на листама најбољих места за рад, годинама сврстава Болницу Сејнт Џуд међу првих 10.
Свакако највеће признање Нобелова награда за физиологију или медицину која је 1996. године додељена Питеру Доертију, за „опис начина на који бела крвна зрнца користе молекуле главног комплекса ткивне подударност (MHC молекуле) да открију и униште ћелије инфициране вирусом” (награду је добио са Ролфом Цинкернагелом).

## Подршка познатих
Многе познате личности, попут музичара, политичара, глумаца и других, помажу у обезбеђивању средстава за рад болнице. Неки од њих посећују болницу и упознају се са децом. Друге снимају рекламе како би охрабриле појединце да донирају средства болници. Неке од познатих личности које су подржале или подржавају болницу су:
- Тим Ален
- Џенифер Анистон
- Џим Кери
- Ен Хатавеј
- Џенифер Лав Хјуит
- Мишел Обама као прва дама Сједињених Држава
- Денис Квејд
- Стивен Сигал
- Софија Вергара
- Робин Вилијамс
- Луис Фонси
- Елизабет Олсен